# Pleasant Hills, New South Wales
Pleasant Hills är en ort i Australien. Den ligger i kommunen Lockhart och delstaten New South Wales, i den sydöstra delen av landet, omkring 440 kilometer sydväst om delstatshuvudstaden Sydney. Antalet invånare är 392.
Trakten runt Pleasant Hills är nära nog obefolkad, med mindre än två invånare per kvadratkilometer.. Det finns inga andra samhällen i närheten.
Trakten runt Pleasant Hills består till största delen av jordbruksmark. Genomsnittlig årsnederbörd är 773 millimeter. Den regnigaste månaden är mars, med i genomsnitt 98 mm nederbörd, och den torraste är oktober, med 40 mm nederbörd.